# وقتی عشق پرواز می‌کند
وقتی عشق پرواز می‌کند (انگلیسی: When Love Took Wings) یک فیلم کوتاه کمدی به کارگردانی و بازیگری راسکو آرباکل است که در سال ۱۹۱۵ منتشر شد.

## گزیدهٔ بازیگران
- راسکو آرباکل
- مینتا دارفی
- فرانک هیز
- جو بوردو
- اَل سنت جان
- تد ادواردز